# Vaeakau-Taumako jezik
Vaeakau-Taumako jezik (stariji naziv je pileni, pilheni, koji je označavao samo govor na jednom od otoka, dok naziva za svoj jezik nemaju; ISO 639-3: piv), austronezijski jezik koji se govori na otočjima Duff i Reef u Solomonskim otocima, Oceanija. Različita narječja nose imena po otočićima na kojima se govore, to su Matema, Taumako (Duff), Nupani, Nukapu, Pileni i Aua. 
Vaeakau-Taumako ili pileni jedan je od devet futunskih jezika; 1 660 govornika (1999 SIL), od kojih neki govore i pijin [pis]. Neki govore i äiwoo [nfl].

## Vanjske poveznice
- Ethnologue (14th)
- Ethnologue (15th)